# Біла (притока Ангари)
Біла (Велика Біла, рос. Белая) — річка у Бурятії та Іркутській області Росії, ліва притока річки Ангара, басейн Єнісею.

## Загальна інформація
Утворюється від злиття Великої та Малої Білої, що починаються на Східному Саяні, на висоті 2 500 м. Довжина річки — 359 км, площа басейну — 18 тис. км², падіння — 1750 м. Впадає до Ангари за 106 км нижче Іркутська. Протікає по гірських заселених теренах, у верхній та нижній течіях має пороги та водоспади, почасти урвисті береги.
Басейн річки включає 1 573 річки загальною довжиною 7 417 км, 400 озер із загальною площею 18,5 км². Живлення річки снігове та дощове, з часткою останнього 60 %. Середньорічна витрата води становить 178 м³/с, найменша витрата у лютому-березні і становить 16 м³/с. Річний стік — 5,6 км³, за період з травня по жовтень витікає понад 80 % річного обсягу. Замерзає у жовтні-листопаді, скресає у кінці квітня-на початку травня. Основні притоки — Урік та Мала Біла. В басейні річки — поклади графіту й нефриту. Використовувалася для сплавляння лісу, заготовленого в її басейні.

## Історія
Описується у Словнику Брокгауза і Ефрона, як річка Іркутської губернії з довжиною 250 верст, шириною до 80 сажнів та глибиною 6—7 футів у більшости течії. Протікала у північно-східному напрямку, пробиваючись у диких скелястих ущелинах, від річки Оки відділялася Ідинським кряжем. Мала порослі хвойним лісом долини, скелі її берегів складалися із піщаників та вапняків, перемежованих шарами кам'яного вугілля. За 30 верст від гирла виходила з гір, починаючи звідси, особливо на лівому березі, розкинулися багаті пасовища. Впадала в Ангару нижче с. Бадайського, на абсолютній висоті 368 м. Не сплавна й не судноплавна, але багата на рибу.